# Washington (Missouri)
Washington ist eine City im Franklin County im Osten des US-amerikanischen Bundesstaates Missouri und Bestandteil der Metropolregion Greater St. Louis. Das U.S. Census Bureau hat bei der Volkszählung 2020 eine Einwohnerzahl von 14.500 ermittelt. Washington war der Drehort der dritten Staffel der US-amerikanischen Fernsehserie Town Haul.

## Geographie
Washington liegt am Ufer des Missouri in der Nähe oberhalb St. Louis.
Das US-amerikanische Statistikamt (United States Census Bureau) gibt die Stadtfläche mit 23,4 km² an. 22,1 km² davon sind Landfläche und 1,3 km² Gewässer.

## Geschichte
Die Stadt ist nach George Washington benannt und wurde bereits während der Herrschaft des spanischen Imperiums besiedelt. Ursprünglich nannte sich die Stadt St. John’s Settlement und beherbergte ein spanisches Versorgungsdepot mit Namen San Juan del Misuri (1796–1803).  Familie und Gefolge von Daniel Boone besiedelten schließlich das Gebiet ab 1799. Seit 1814 verkehrte ein Fährboot über den Missouri und die Gegend wurde bekannt als Washington Landing. Die städtische Erschließung erfolgte im Jahre 1827, die Landverkäufe begannen im Jahr 1829; der Kaufpreis wurde zurückerstattet, wenn der Käufer innerhalb von zwei Jahren eine feste Behausung auf dem erworbenen Grund und Boden errichtete.
Erste, vorwiegend deutsche Auswandererfamilien trafen ab 1833 in Washington ein und beeinflussten die ansässige Bevölkerung entscheidend, von der Sklaverei Abstand zu nehmen. Washington wurde eine starke Basis der Unterstützer der amerikanischen Unionstruppen während des amerikanischen Bürgerkrieges; die Stadt stand während des Krieges unter dem Kommando der Truppen von General Sterling Price. Washington entwickelte sich mit der Zeit zum Zentrum des Eisenbahn- und Dampfboot-Transportwesens, auch verschiedene produzierende Gewerbe sind bis heute dort erfolgreich angesiedelt.
Washington besitzt insgesamt 445 denkmalgeschützte Gebäude, dies ist einzigartig in Missouri. Aufgrund des historischen Stadtbildes entwickelte sich ein reger Tourismus.

## Demographische Fakten
Bevölkerungszahl:     13.243
Anzahl Haushalte:      5258
Anzahl Familien:       3501
Bevölkerungsdichte:      598,0 E/km²
Anzahl Gebäude:        5565
Baudichte:               251,3 pro km²
Bevölkerungsgruppen:
Weiße/Kaukasier         97,76 %
Afro-Amerikaner           0,85 %
Amerik. Ureinwohner       0,13 %
Asiaten                   0,42 %
Kinder unter 18 Jahren    32,7 %
Ehepaare                  53,7 %
weibl. Alleinerziehende    9,1 %
Einzelpersonen            33,4 %
alleinstehende über 65 J. 12,2 %
Durchschnittliche Personenzahl pro Haushalt: 2,46

## Städtepartnerschaft
Im Jahre 1990 schloss die Stadt Marbach am Neckar einen Partnerschaftsvertrag mit Washington. Es finden regelmäßige Schüleraustausch-Programme und Besuche zwischen beiden Städten statt.

## Söhne und Töchter der Stadt
- Frederick Suerig (1878–1929), Ruderer
- Jack Wagner (* 1959), Schauspieler und Sänger